# Iryna Buj
Iryna Vasylivna Buj (ukrainska: Ірина Василівна Буй), född 29 april 1995 i Derazjnja, Chmelnytskyj oblast, är en ukrainsk längdåkare och skidskytt. Hon föddes med en defekt på vänstra hand.

## Meriter
Paralympiska vinterspelen 2022
- Guld, skidskytte 10 km stående
- Brons, längdskidåkning 10 km fri stående